# 大曼徹斯特交通博物館
大曼徹斯特交通博物館（英語：Museum of Transport, Greater Manchester）是一座位於曼徹斯特奇塔姆的交通博物館，目標是保育和推廣公共交通遺產。
博物館是收費形式，在每星期三、六、日和公眾假期（除聖誕和元旦），早上10時至下午4時半對外開放。

## 背景
大曼徹斯特交通博物館建築物前身是曼徹斯特交通集團的車庫，位於王后路前電車棚的後面，該電車棚在1901年建成。博物館建築主體是後來兩次增建而成，一個是1928年竣工的公車車庫，現在用作博物館入口和上層大廳；另一個下層大廳，是1935年透過電車棚和公車車庫之間的空地上加蓋一個屋頂而建成。至今這前電車棚被用作捷達曼徹斯特的車庫。整幢建築物在1988年被列了二級登錄建築。
博物館在1979年5月27日對外開幕，日常營運由志願者負責，在1980年註冊成為慈善團體。

## 展品
博物館有為數不少的展品，包括約80輛公車，其中約70輛在館內。由於博物館面積限制，有些展品無法在館內收藏展出。此外這些展品常常在夏季參加英國國內各項活動。訪客常可看到博物館內對展品的修復工作。此外博物館亦收藏曼徹斯特輕鐵原型車和兩台曼徹斯特和阿什頓安德萊恩的無軌電車。
除了交通工具，博物館亦展出舊式交通標誌，制服，車輛配件和售票機。大量檔案館藏可以透過預約取得，用作研究用途，這些館藏包括歷史時間表，地圖，書籍，海報，手冊和計劃。博物館亦有攝影檔案館藏，大部份照片均能在Flickr的GMTS中看到。

## 外部連結
- 官方網站